# Forêts de feuillus et mixtes du plateau du Guizhou
Localisation
Les forêts de feuillus et mixtes du plateau du Guizhou forment une écorégion terrestre définie par le Fonds mondial pour la nature (WWF). Elle fait partie du biome des forêts de feuillus humides tropicales et subtropicales dans l'écozone paléarctique.